# Norbert Pawlicki
Norbert Pawlicki (* 4. März 1923 in Wien; † 15. Juli 1990 ebenda) war ein österreichischer Pianist und Komponist.

## Leben
Norbert Pawlicki spielte ab dem sechsten Lebensjahr Klavier und beherrschte auch alle Tasteninstrumente. Als Zehnjähriger schrieb er seine ersten Kompositionen. Er brach das Medizinstudium ab und besuchte die Musikhochschule in Wien. Seine Lehrer waren Alfred Uhl (Komposition) und Hans Swarowsky (Dirigieren), 1950 schloss er seine Studien mit Diplom ab.
Pawlicki wurde Kapellmeister im Etablissement Ronacher, in den Wiener Kammerspielen und im Renaissancetheater. Später kam er zum Rundfunk, wo er mehr als 10.000 Sendungen musikalisch untermalte. Als Arrangeur und Pianist wirkte er bei vielen Sendungen mit. Wie zum Beispiel bei den Radio- und Fernsehsendungen von Maxi Böhm: „Die große Chance“ (Radio), Karl Farkas: „Bilanz des Monats“ (TV) und nach dem Tod von Gustav Zelibor bei „Was gibt es Neues?“ von Heinz Conrads, wobei Zelibor und er Conrads und seine Gäste auch in der TV-Sendung „Guten Abend am Samstag“ auf dem Konzertflügel und auch öfters mit kleinen Kammerorchestern in der Sendung musikalisch begleiteten. Als musikalischer Leiter trug er in den 1970er Jahren am Wiener Volkstheater zum Erfolg der legendären Nestroy-Inszenierungen von Gustav Manker und dessen berühmtem "Nestroy-Ensemble" bei. Als Pianist begleitete er so bekannte Interpreten wie Maria Andergast, Paul Hörbiger und Hans Moser.
Er komponierte, bearbeitete und arrangierte Wienerlieder, Tanz-, Kabarett- und Unterhaltungsmusik sowie Musik zu Hör- und Fernsehspielen.
Norbert Pawlicki wurde am 7. August 1990 in einem ehrenhalber gewidmeten Grab auf dem Neustifter Friedhof (Gruppe U2, Nummer 184) in Wien beigesetzt.
Seine Tochter Patricia Pawlicki ist ORF-Journalistin und moderierte unter anderem die Sendung Hohes Haus. Sie ist mit dem Politiker Helmut Brandstätter verheiratet.

## Auszeichnungen
- 1966: Verleihung des Berufstitels Professor
- 1971: Hut vom Lieben Augustin
- 1973: Goldenes Verdienstzeichen des Landes Wien
- 1973: Silberne Medaille des Wiener Männergesangsvereins
- 1984: Ehrenmedaille der Bundeshauptstadt Wien in Gold
- 1989: Österreichisches Ehrenkreuz für Wissenschaft und Kunst
- 1989: Johann-Nestroy-Ring

## Werke (Auswahl)
Soweit nicht anders angegeben, ist Norbert Pawlicki Urheber von Musik und Text.

### Lieder und Schlager
- A bisserl so sein. Wienerlied. 1946
- A Stückerl von Herzen. Wienerlied. 1946
- A Weana von gestern ... Text und Musik: Charly Berndt, Peter Heinz Kersten und Norbert Pawlicki. 1964
- Alles an den Frauen ist Musik. Lied und Slowfox. 1948
- Auf an’ grünen Bankerl sitzen zwei. Wienerlied. 1946
- Auf d’Nacht, da werd’ i wurlert. Worte: Lea Warden. 1966
- Blinder Mann. („Bettler-Blues“). Text und Musik: Günther Leopold und Norbert Pawlicki. 1959
- Bumerang. Medium-Fox. Worte und Musik: Günther Leopold und Norbert Pawlicki. 1963
- Das kleine Fräulein Klarinett! Polka-Fox. Text: Fritz Eckhardt. 1961
- Das Wiener Wasser. 1947
- Deine Liebe ist mein bester Talisman. Beguine. Text und Musik: Günther Leopold und Norbert Pawlicki. 1961
- Der Herr über mir. Polka-Fox. Text: Fritz Eckhardt. 1953
- Der schönste Frühling. Lied und Slowfox. 1954
- Der Taxler. Wienerlied. Worte: Lea Warden. 1966
- Die alte Excellenz. Wienerlied. Text: Robert Leo Baraniecki. 1961
- Die Dixie-Trixie. („Dixieland“). Worte: Hans Hauenstein und Norbert Pawlicki. 1959
- Die kleine Allee im Park von Schönbrunn. Wienerlied. Worte: Hans Werner. 1960
- Die letzten Fiaker. Wienerlied. Worte: Lea Warden. 1961
- Ein Bankerl im Grünen. Text: Lea Warden. 1983
- Ein bisserl dick sein. Loblied auf die mollerte Wienerin. Text: Hans Hauenstein. 1964
- Ein Spaziergang in Wien. Text: Lea Warden. 1981
- Ende gut, alles gut! Galopp für großes Orchester op. 391. Juli 1954
- Es blüht schon der Flieder. Text: Lea Warden. 1981
- Es ist wunderbar ... Slowfox. Text: Siegfried Lang. 1960
- Fühl dich wohl in Tirol. Foxtrot. Worte: Friedrich Wanek. 1966
- Ganz ohne Liebe geht es nicht. Schneller Foxtrot. Text und Musik: Günther Leopold und Norbert Pawlicki. 1961
- Gehn S’, Herr Nachbar. Worte: Lea Warden. 1965
- Heut’ trägt der Hans die erste lange Hose. Lied und Foxtrot. Worte: Günther Leopold. 1954
- Heut’ war i eing’laden. Wienerlied. Text: Hans Hauenstein. 1962
- Heute will ich glücklich sein. Walzerlied. 1946
- Ich bin am Sonntag immer so allein. Chanson. Text: Friedrich Wanek. 1966
- Ich bin ein armer Vanquero. („Gloomy-Bolero“). Text: Hans Hauenstein. 1961
- Ich bin kein Musterknabe. Wienerlied. Text und Musik: Charly Berndt, Peter Heinz Kersten und Norbert Pawlicki. 1964
- Im Stadtpark. Wienerlied. 1947
- In Purkersdorf draußen am Gablitzbach. 1947
- Jede zweite Budweiserin. Polka in „Mittelhochwienerisch“. Worte: Harald Gärtner. 1963
- Jessas, Jessas, Jessasna. Wiener Heurigenmarsch. Text: Arthur Karl Wottitz.1965
- Jimmy aus Colorado. Cowboy-Song. Text: Hans Hauenstein.1963
- Komm und flieg mit uns. Marschlied. Worte: Wilhelm Hufnagl und Theodor Ottawa. Musik: Carl M. Zwerenz und Norbert Pawlicki. 1964
- Kuss mit Liebe. Cha-cha. Text: Friedrich Wanek. 1965
- Man darf vom Schicksal nicht zu viel verlangen. Wienerlied. 1946
- Mein Lieblingstraum. Worte: Lea Warden. 1966
- Sein 1, 2, 3, 4, 5, Sex-Appeal. Swing-Rock. Worte und Musik: Günther Leopold und Norbert Pawlicki. 1959
- Verlieb dich in Wien. Walzerlied. Worte: Friedrich Wanek. 1964
- Very schön! Cha-Cha. Text und Musik: Günther Leopold und Norbert Pawlicki. 1961
- Warum is mei Wohnung von Grinzing so weit? Worte: Walter Stern. 1967
- Was tun die Franzosen am liebsten? Mambo. Text: Peter Herz. 1959
- Was weißt denn du. Wienerlied. 1947
- Wasser-Raspa. Raspa. Worte: Günther Leopold und Norbert Pawlicki. 1951
- Wenn ich wirklich zaubern könnt. Lied. Text: Peter Heinz Kersten. 1964
- Wenn zwei sich verstehen. Lied und English Waltz. Worte und Musik: Günther Leopold und Norbert Pawlicki. 1958
- Wie wir Weana in Wirklichkeit san. Text: Kurt Wrba. 1983
- Wien liegt im Grünen. 1983
- Wien. Lied. Text: Walter Stern. 1966
- Wo ein Park einst war. Text: Harald Gärtner. 1975

### Sonstige Kompositionen
- Das Luftschloss des Herrn Wuschelkopf. Ein Kindermusical in zwei Teilen. Buch und Liedertexte: Georg Kövary. 1967

- Ballettwalzer. Für großes Orchester, op. 170/5a. (Komponiert 1945, instrumentiert Ostern 1949)
- Fingerspitzeleien. Valse musette. 1954
- General Kimmel Marsch. 1964
- Traummännlein-Melodie. Kennmelodie für Rundfunksendung „Das Traummännlein kommt.“ 1955